# Kaufbeuren (stacja kolejowa)
Kaufbeuren – stacja kolejowa w Kaufbeuren, w kraju związkowym Bawaria, w Niemczech. Znajdują się tu 3 perony.